# Волоколамский проспект
Волокола́мский проспе́кт — проспект в Твери, на всём протяжении является границей Центрального и Московского районов города.
Идёт на юго-запад от моста через Лазурь (за мостом переходит в Смоленский переулок) до улицы Коминтерна, идущей вдоль линии железной дороги (за Волоколамским путепроводом переходит в Октябрьский проспект).
Пересекает проспект Победы, ул. Склизкова, ул. Фадеева.
На проспект выходит часть парка Победы, находятся Тверской государственный театр кукол, средняя школа № 36, Тверской кооперативный техникум.

## История
Проведён во 2-й половине 1950-х годов в основном по незастроенной местности. Упирался в идущую с улицы Коминтерна насыпь построенного в 1924 году старого путепровода через железную дорогу, на другой стороне железной дороги продолжение проспекта шло до домов совхоза «Пролетарка». Назван так потому, что предполагалось продлить проспект до Волоколамского шоссе (это осуществилось только в 2009 году). В начале чётной (западной) стороны находились теплицы (впоследствии оранжереи) совхоза «Калининский» и яблоневый сад. В 1971 году в створе проспекта построен мост через Лазурь и пущен троллейбус из центра на вокзал. В 1974 году построен новый Волоколамский путепровод, и троллейбус по проспекту стал ходить в Южный микрорайон (до этого, в 1972 году, часть проспекта за железной дорогой переименована в Октябрьский проспект).

## Транспорт
- Троллейбусы №: 2, 3, 7 (движение троллейбусов закрыто в апреле 2020)
- Автобусы №: 1, 10, 21, 27, 31, 33, 43,         частично №: 24, 44, 51, 106, 228